# Paullinia spicata
Paullinia spicata är en kinesträdsväxtart som beskrevs av George Bentham. Paullinia spicata ingår i släktet Paullinia och familjen kinesträdsväxter. Inga underarter finns listade i Catalogue of Life.